# With Me
„With Me” – singel amerykańskiego zespołu Destiny’s Child. Utwór pochodzi z ich debiutanckiego albumu Destiny’s Child (z 1998 roku). Piosenkę napisali Jermaine Dupri, Master P oraz Manuel Seal Jr.

## Teledysk
W teledysku Beyoncé Knowles jest przedstawiona jako syrena, która znajduje się w okrągłym akwarium. LaTavia pojawia się jako Genie w pomarańczowo-kolorowym pokoju. Kelly Rowland jest gigantem która znajduje się w mieście w nocy. LeToya jest „kobietą-pająkiem”, znajduje się na wykonanej z metalu pajęczynie, tło jest purpurowe.

## Lista utworów

### With Me [CD maxi single] Part 1 UK
1. With Me, Pt. 1 [Album Version]
2. With Me, Pt. 2 [Album Version]
3. With Me [Instrumental]
4. Second Nature

### With Me Pt. 2
1. With Me [Full Crew Radio Version]
2. With Me [Full Crew Revocaled Radio Version]
3. With Me Part 4 [Full Crew Main Mix W/Rap]
4. With Me Part 4 [Full Crew Main Mix No Rap]

## Formaty i remiksy
1. With Me Part 1 (Instrumental)
2. With Me Part 2 (Instrumental)
3. With Me Part 2 (No Rap)
4. With Me Part 2 (Radio Edit) (feat. Master P)
5. With Me Part 3 ('With Me' Full Crew Radio Version)
6. With Me Part 3 ('With Me' Full Crew Revocaled Radio Version)
7. With Me Part 4 ('With Me' Full Crew Main Mix No Rap)
8. With Me Part 4 ('With Me' Full Crew Main Mix With Rap)
9. With Me Part 4 ('With Me' Full Crew Main Mix No Rap - Instrumental)
10. With Me Part 5 ('With Me' UK Mix With Rap) (feat. Full Crew)
11. With Me Part 5 ('With Me' UK Mix Radio Edit) (feat. Full Crew)